# Anton Schuster
Anton Schuster (13. února 1847 Novoměstí – 13. ledna 1910 Novoměstí) byl rakouský a český politik německé národnosti, na počátku 20. století poslanec Říšské rady, na přelomu 19. a 20. století poslanec Českého zemského sněmu.

## Biografie
Byl synem zedníka v Novoměstí Josefa Schustera a jeho manželky Matyldy Hellerové.
Po více 25 let zastával úřad starosty Novoměstí (německy Neustadtl, dnes Stráž) na Tachovsku. Zasedal rovněž v okresním výboru v Přimdě a v posledních 12 letech před smrtí byl i náměstkem okresního starosty. Dlouhodobě rovněž působil ve funkci okresního ředitele pojišťovny Sankt Florian a člena okresní školní rady v Tachově. V domovském městysi mu patřil turisticky vyhledávaný Hotel Schuster.
Koncem 80. let 19. století se zapojil i do zemské politiky. Ve volbách v roce 1889 byl zvolen v kurii venkovských obcí (volební obvod Tachov, Přimda) do Českého zemského sněmu. Uvádí se jako německý liberál (takzvaná Ústavní strana, liberálně a centralisticky orientovaná, odmítající federalistické aspirace neněmeckých etnik, později Německá pokroková strana).
Zemřel v lednu 1910 ve věku 63 let.